# 莫拉讷
莫拉讷（法語：Morannes，法語發音：[mɔʁan] ⓘ）是法国曼恩-卢瓦尔省的一个旧市镇，属于昂热区。2016年，莫拉讷与市镇萨尔特河畔舍米雷合并为新市镇萨尔特河畔莫拉讷。次年，萨尔特河畔莫拉讷与多姆赖为新市镇萨尔特河畔莫拉讷-多姆赖。

## 地理
莫拉讷（47°44'44"N, 0°25'0"W）面积40.73 平方千米，位于法国卢瓦尔河地区大区曼恩-卢瓦尔省，该省份为法国西部内陆省份，大致对应安茹地区，北起顺时针与马耶讷省、萨尔特省、安德尔-卢瓦尔省、维埃纳省、德塞夫勒省、旺代省、大西洋卢瓦尔省和伊勒-维莱讷省接壤。
莫拉讷的时区为UTC+01:00、UTC+02:00（夏令时）。

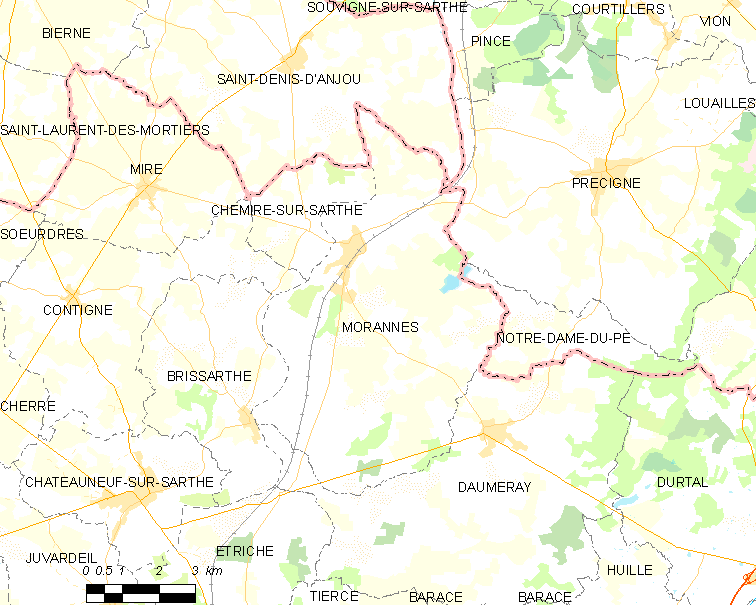
莫拉讷的OSM定位图

## 行政
莫拉讷的邮政编码为49640，INSEE市镇编码为49220。

## 政治
莫拉讷所属的省级选区为蒂耶尔塞县。

## 人口

1962-2008年间莫拉讷人口变化图示

莫拉讷于2013时的人口数量为1800人。